# Lucie Jones
Pour les articles homonymes, voir Jones.
Lucie Jones, née le 20 mars 1991 à Pentyrch, au Pays de Galles est une chanteuse galloise qui représente le Royaume-Uni au Concours Eurovision de la chanson 2017.

## Biographie
Lucie Jones est née à Pentyrch, un village près de Cardiff. En 2007, elle participe au Jamboree Scout Mondial en tant que scoute et est l'interprète principale de « Jambo », la chanson thème du jamboree. Lucie a également participé au Scout and Guide Gang Show de Cardiff. 

### The X Factor
Elle participe en 2009 à l'émission The X Factor dans l'équipe de Danii Minogue. Elle est éliminée la 5e semaine, lors de la confrontation finale contre John et Edward.

### West End
Après avoir été éliminée de The X Factor, Jones signe avec Select Model Management et commence une carrière de mannequin. En mai 2010, Jones est engagée par Cameron Mackintosh pour jouer Cosette dans la production West End des Misérables. Elle joue également le rôle de Victoria dans la comédie musicale American Psycho au Almeida Theatre en décembre 2013.
En février 2015, Jones apparait dans le rôle de Melody Carver dans l'épisode « The Ballad of Midsomer County » de la série télévisée d'ITV Inspecteur Barnaby. En avril 2015, elle joue le rôle d'Emma dans la représentation de Like Me, au Waterloo East Theatre. En mars 2015, elle est choisie pour incarner Molly dans la tournée chinoise de Ghost the Musical. En avril 2016, elle joue le rôle principal d'Elle Woods dans La Revanche d'une blonde au Curve. La même année, elle est choisie pour incarner Maureen Johnson dans la tournée britannique de Rent. Elle est apparue dans le rôle de Holly lors de la tournée britannique de The Wedding Singer du 20 juin au 19 juillet 2017. Entre septembre 2017 et juin 2018, elle reprend son rôle d'Elle Woods dans une tournée britannique de La Revanche d'une blonde.
En 2017, elle épouse Ethan Boroian, candidat à X Factor.

### Concours Eurovision de la chanson 2017

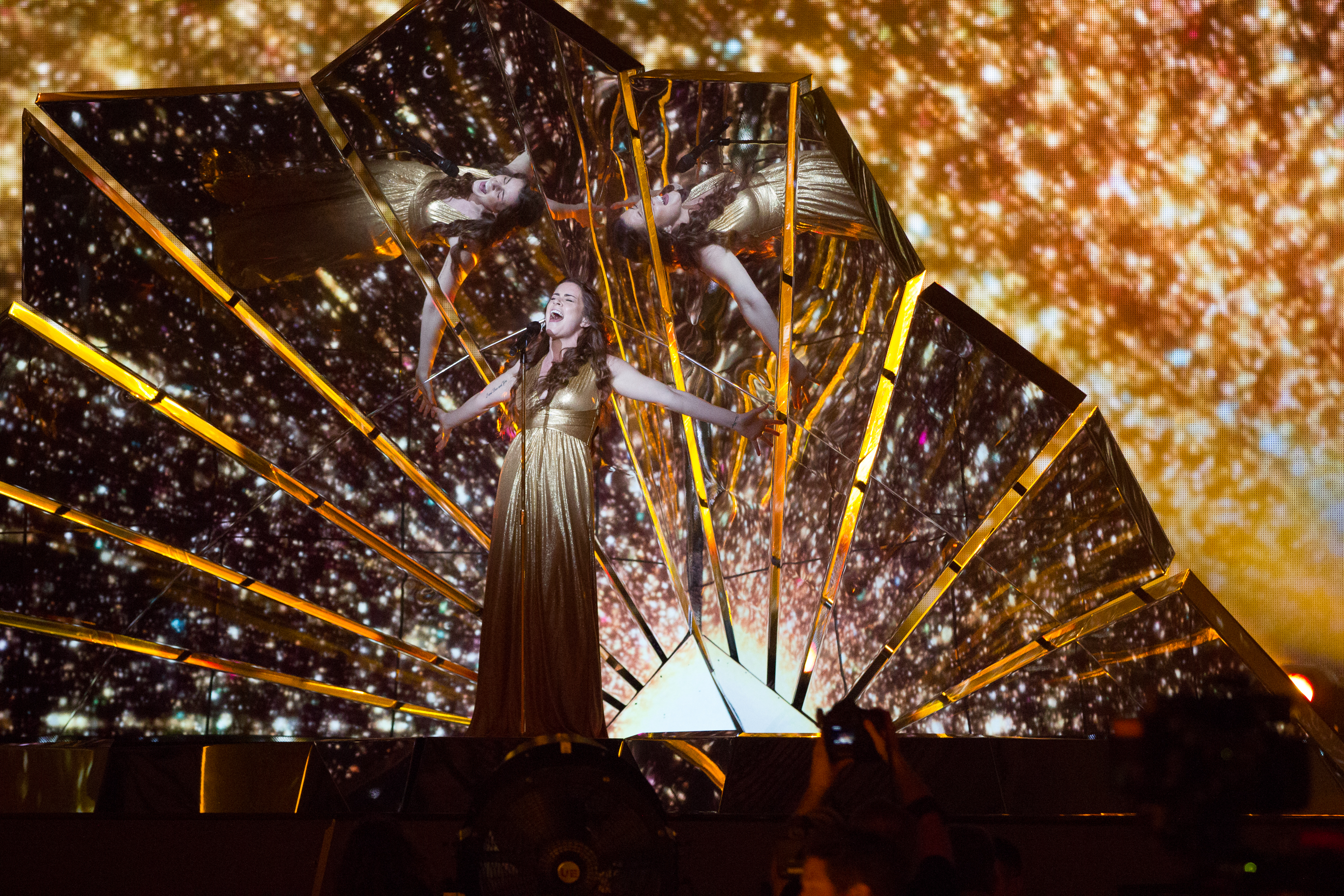
Lucie Jones au concours Eurovision de la chanson 2017

En janvier 2017, Lucie Jones participe à Eurovision: You Decide, la finale nationale du Royaume-Uni pour le Concours Eurovision de la chanson 2017. Sa chanson, Never Give Up On You, a été co-écrite par Emmelie de Forest, gagnante du Concours Eurovision de la chanson 2013. Le 27 janvier 2017, elle remporte l'émission télévisée et devient la représentante du Royaume-Uni au Concours Eurovision de la chanson 2017, à Kiev,.
Lors de la Grande Finale, Jones a terminé dix-huitième dans l'ordre de passage, puis, dans la seconde moitié de la finale, a obtenu 111 points grâce au vote combiné du jury et du vote du public. Un article de l'International Business Times a déclaré qu'elle imputait la responsabilité du Brexit au résultat « décevant », bien que Jones ait déclaré dans une interview télévisée à la BBC qu'elle n'avait remarqué aucun effet du Brexit sur l'attitude des autres candidats et des fans de l'émission à son égard.

### Retour au West End
Lucie Jones fait ses débuts dans le rôle de Jenna dans Waitress le 17 juin 2019, succédant à Katharine McPhee. Le spectacle a fermé plus tôt que prévu en raison de la pandémie de COVID-19. Jones a repris le rôle de Jenna le 4 septembre 2021 pour la tournée reprogrammée au Royaume-Uni et en Irlande (initialement prévue pour commencer en novembre 2020).
À l'été 2021, Jones a endossé le rôle de Fantine dans la production du West End des Misérables, jusqu'au 29 août 2021, afin de pouvoir reprendre son rôle de Jenna dans Waitress pour la tournée britannique 2021/2022, à partir du 4 septembre 2021.
Jones fait ses débuts dans le rôle d'Elphaba dans Wicked au Apollo Victoria Theatre de Londres le 1er février 2022.  Elle reprend le rôle de Fantine dans la production du West End des Misérables le 27 mars 2023. À l'été 2024, elle joue le rôle principal de Geneviève dans la comédie musicale The Baker's Wife à la Menier Chocolate Factory de Londres.